# Naturschutzgebiet Hoher Bilstein
Das Naturschutzgebiet Hoher Bilstein ist ein 11,27 ha großes Naturschutzgebiet (NSG) östlich des Biggesees in dem Stadtgebiet von Olpe im Kreis Olpe in Nordrhein-Westfalen. Es wurde 2013 vom Kreistag mit dem Landschaftsplan Nr.1 Biggetalsperre - Listertalsperre ausgewiesen. Nur ein Rundweg trennt das NSG vom Biggesee.

## Gebietsbeschreibung
Bei dem NSG handelt es sich um einen Biotopkomplex mit einem Eichenwald mit Felsbereich mit seltenen Pflanzen- und Tierarten.